# روبن روکوئته
روبن روکوئته (انگلیسی: Rubén Rosquete؛ زادهٔ ۱۷ اوت ۱۹۸۹) بازیکن فوتبال اهل اسپانیا است.
از باشگاه‌هایی که در آن بازی کرده‌است می‌توان به باشگاه ورزشی تنریف و باشگاه فوتبال رئال مورسیا اشاره کرد.